# Cestrum turquinense
Cestrum turquinense är en potatisväxtart som beskrevs av Ignatz Urban. Cestrum turquinense ingår i släktet Cestrum och familjen potatisväxter. Inga underarter finns listade i Catalogue of Life.